# Yeşilköy, Kavaklıdere
Yeşilköy là một xã thuộc huyện Kavaklıdere, tỉnh Muğla, Thổ Nhĩ Kỳ. Dân số thời điểm năm 2011 là 262 người.